# مسکوو (شهرستان اوچالینسکی، باشقیرستان)
مسکوو (انگلیسی: Moskovo, Uchalinsky District, Republic of Bashkortostan) یک شهرک در شهرستان اوچالینسکی استان باشقیرستان کشور روسیه است.